# Пинин
Пинин (кит. 拼音, pīnyīn, буквално „свързане на звуци“) е транскрипция на китайския език на основа на латинската азбука. В Китайската народна република (КНР) пинин има официален статут.
Пинин е приет през 1958 година и е адаптиран през 1979. Днес се използва в цял свят като официална латинска транскрипция на имената и названията в КНР.
Тук ще направим опит за подобна транскрипция на български.

## Произношение
Основното използване на пинин в китайските училища е да се усвои книжовният китайски език – мандарин. Поради голямото разнообразие от говорни езици в Китай, децата, общувайки у дома на майчиния си език, изучават говоримия Мандарин в началното училище посредством пинин.
Произнасянето на думата в китайския условно може да се раздели на начало и окончание на думата. Началото се състои от стартова съгласна или полугласна, докато окончанието се състои от всички възможни комбинации на междинните звуци (полугласните предхождат гласните) и завършва на гласна или съгласна (акорд).

### Начало
Във всяка клетка по-долу горният ред индикира фонема от международната фонетична азбука, средния ред – пинин, а долният – съответния български звук.
|                    | Двуустнени (двубърнени) | Двуустнени (двубърнени) | Устнено-зъбни | Артикулярни | Венечно-небни | Венечно-небни | Ретрофлексни | Ретрофлексни | Венечно-небни | Венечно-небни | Небни    | Заднонебни | Заднонебни |
| Преградни          | [p] b б                 | [pʰ] p п                |               |             | [t] d д       | [tʰ] t т      |              |              |               |               |          | [k] g г    | [kʰ] k к   |
| Носови             | [m] m м                 |                         |               | [n] n н     |               |               |              |              |               |               |          |            |            |
| Преградно-проходни |                         |                         |               |             | [ts] z дз     | [tsʰ] c ц     | [ʈʂ] zh дж   | [ʈʂʰ] ch ч   | [tɕ] j дз     | [tɕʰ] q ц     |          |            |            |
| Проходни           |                         |                         | [f] f ф       |             | [s] s с       | [s] s с       | [ʂ] sh ш     | [ʐ]1 r ж     | [ɕ] x с       | [ɕ] x с       |          | [x] h х    | [x] h х    |
| Странични          |                         |                         |               |             | [l] l л       |               |              |              |               |               |          |            |            |
| Приблизителни      |                         |                         |               | [w]2 w у    |               |               | [ɻ]1 r р     | [ɻ]1 r р     |               |               | [j]3 y й |            |            |

1/ɻ/ фонетически може да бъде /ʐ/ (звучна ретрофлексна проходна съгласна). Произношението варира сред различните диалекти и звуковете не са разглеждат като две отделни фонеми.

2 буквата „w“ може да бъде разглеждана като начална или крайна, като произношението ѝ варира между /w/ и /u/

3 буквата „y“ може да бъде разглеждана като начална или крайна, като произношението ѝ варира между /j/ и /i/

Установеното подреждане (с изключение на w и y), произлиза от систамена на Джуин:
| б п м ф | д т н л | г к х | дз ц с | дж ч ш ж | дз ц с |

### Окончания
Лявата колона на таблицата по-долу индикира стартовия звук на окончанието, а първият ред заключителните (акорд) звуци на пинин, докато вътрешните клетки указват съответния български звук.
| Среда | Акорд | A  | E  | I   | IR | N   | NG | NR  | O  | R   | U  |
| A     | а     |    |    | ай  | ар | ан  | ан | ар  | ао |     |    |
| E     | ъ     |    |    | ей  |    | ън  | ън | ър  |    | ар  |    |
| I     | и     | я  | йе |     |    |     |    |     |    |     | ю  |
| IA    | я     |    |    |     |    | ян  | ян |     | яо | яр  |    |
| O     | о     |    |    |     |    |     | ун |     |    | оу  | оу |
| U     | у     |    |    | уей |    | ун  |    | уър | уо |     |    |
| UA    |       |    |    | уай |    | уан |    |     |    | уар |    |
| W     |       | уа |    |     |    |     |    |     |    |     | у  |
| Y     | я     | йе |    | и   |    |     |    |     |    |     | ю  |
| ----- | ----- | -- | -- | --- | -- | --- | -- | --- | -- | --- | -- |

В китайския език звукът ю е доста употребяван и звучи в широка гама от мекото ьо, през смекченото йю до нормалното наше ю и приповдигнатото към края юй. За изписванети му в пинин могат да се използват съчетания като: ü, üa, üe, io, iu, yu, you.

### Тонове
Тоновете в китайския език играят изключително важна роля. Съчетание от еднакви знаци, произнесени с различна интонация, има различно значение.
Например:
mā – мама
má – коноп
mă – кон
mà – ругая
Приети са четири тона в стандартния китайски език (普通话 Pǔtōnghuà путунхуа):
1. Равен – обозначава се с чертичка над главния гласен звук на сричката в пинин (¯).
2. Възходящ – обозначава се с дясно ударение (´).
3. Нисък вълнообразен – обозначава се с отметка (˘).
4. Низходящ – обозначава се с ляво ударение (`).
5. Неутралният тон не се придружава от никакъв графичен знак.
За илюстрация може да се използва приложената диаграма на тоновете.